# Earl of Dudley’s Railway
| Earl of Dudley’s Railway                                                                         | Earl of Dudley’s Railway |
| ------------------------------------------------------------------------------------------------ | ------------------------ |
| Dampflok 'Countess', die 1859 von Manning Wardle an die Earl of Dudley’s Railway geliefert wurde |                          |
| Streckenlänge:                                                                                   | 64 km                    |
| Spurweite:                                                                                       | 1435 mm (Normalspur)     |
|                                                                                                  |                          |

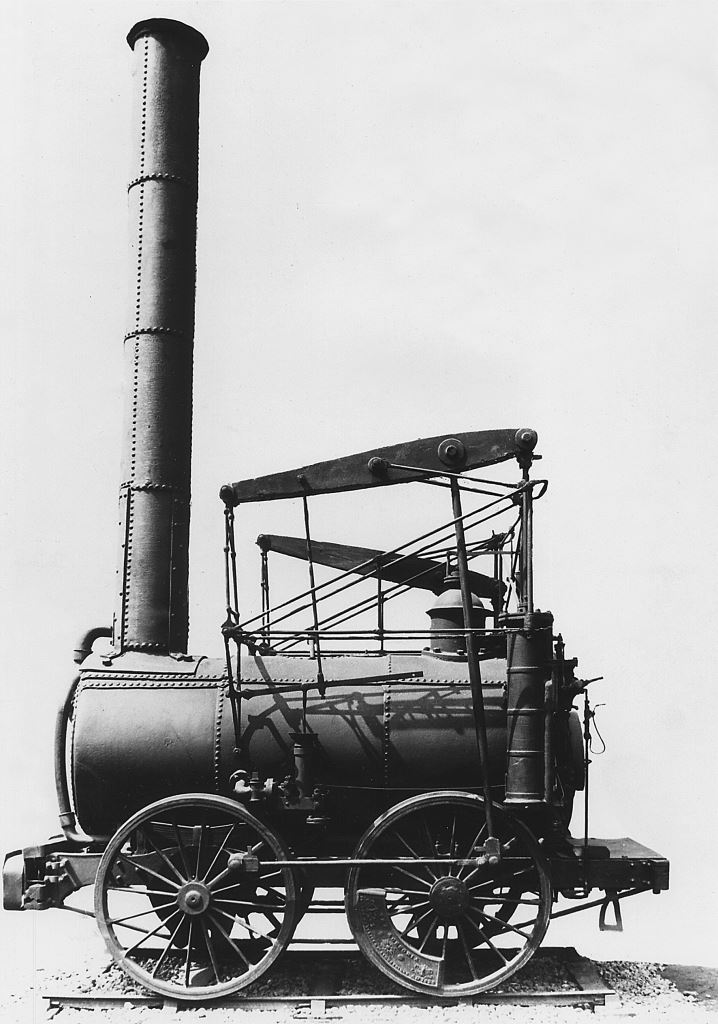
Lokomotive 'Agenoria' gebaut bei Foster, Rastrick and Company in Stourbridge für die Earl of Dudley’s Railway

Die Earl of Dudley’s Railway oder Pensnett Railway war ein 64 km langes Eisenbahnnetz um John Ward, 1. Earl of Dudleys Eisenwerke in Round Oak bei Brierley Hill.

## Geschichte
Die Dampflok Agenoria wurde 1829 an die Earl of Dudley’s Railway geliefert, um Kohle von den Gruben bei Pensnett zu einem Hafenbecken des Staffordshire and Worcestershire Canals bei Ashwood zu transportieren. Von 1928 bis 1939 gab es auch Personenverkehr zu den Feiern in Himley Park. Ein kurzes Gleisstück ist heute noch beim Round Oak Rail Terminal sichtbar, aber das Stahlwerk und die Gruben wurden abgerissen. Das Gleisbett wurde stellenweise in Fußwege umgebaut und ist andernorts komplett verschwunden.